# Sambhaji
Sambhaji Raje Bhosle (ngày 14 tháng 5 năm 1657 – ngày 11 tháng 3 năm 1689) là con trai trưởng của Shivaji, sáng tổ đế quốc Maratha, được coi như là Chhatrapati (cách xưng hô với vua ở Ấn Độ) hoặc người bảo hộ của đế quốc Maratha.

## Tuổi thơ
Sambhaji sinh trong pháo đài Purandar. Sambhaji nhanh chóng biết vững vàng về chính trị của đế quốc Maratha, và trong thời gian đăng quang của Chhatrapati Shivaji vào năm 1674, ông đã có dịp gây ấn tượng trong lần viếng thăm những quan lại trong triều với sự nhạy bén, thông minh, nhân cách và trên tất cả là sự khiêm nhường của ông. Nhưng rủi ro ập đến chỉ trong vòng hai tuần từ khi Chhatrapati Shivaji đăng quang, bà của Jijabai đã qua đời và từ đó Sambhaji đã bỏ học. Sự thật là Shivaji đã quá bận rộn với việc quốc gia đại sự nên đã không có thời gian dạy dỗ Sambhaji.
trong sự áp đặt hôn nhân nhằm lấy quyền lực, Sambhaji đã cưới Jivubai, đổi tên thành Yesubai, con gái của Pillajirao Shirke. Pillajirao là người có nhiều quyền lực gọi là deshmukn(người có nhiều quyền lực ở Ấn Độ) trong triều đình của bang Bijapur trong khu vực "Tal-Konkani" cho phép Shivaji tiến vào vòng đai KanKan..